# 伊予大平站
伊予大平站（日语：／ Iyo-ōhira eki */?）是位於日本愛媛縣伊予市，隸屬於四國旅客鐵道（JR四國）的鐵路車站。車站編號為U07。本站現時只停靠普通列車，且與土佐黑潮鐵道中村線的浮鞭站同為坐落在基堤上的車站。本站附近多為農地，雖然設有1間小學，但客量仍然相對較低。
由本站下行至伊予中山站將會穿越四國島內最長的鐵路隧道「犬寄隧道」，全長6,012米。此外因津輕線在日本國鐵時代已設有大平站，因此開設本站時在站名加上「伊予」以作識別。

## 車站結構
本站採用簡易車站模式興建及運作，因此沒有設置站房。另外因本站建於基堤上，和地面有一定的高度相差，只能以樓梯上落，而不設任何的無障礎通道，設於月台末端向向井原站方向。自本站起大部份的無人站也不設有自動售票機，需直接在列車上購票。
站內只設有側式月台1個，列車無法在此進行交換。月台上的設備非常簡單，僅在接近樓梯口裝設了約半輛車廂長的有蓋候車亭及座椅。但月台的有效長度卻達6輛，相比島內大部份的簡易車站為長。列車靠站時往下行方向為右側上落，往上行方向則為左側上落。

### 月台配置
| 路線    | 方向 | 目的地                       | 備註 |
| ------- | ---- | ---------------------------- | ---- |
| ■予讚線 | 下行 | 伊予大洲、八幡濱、宇和島方向 |      |
| ■予讚線 | 上行 | 伊予市、松山方向             |      |

## 歷史
- 1986年3月3日：車站啟用。
- 1987年4月1日：日本國鐵分割民營化，車站的營運由JR四國繼承。

## 利用狀況
以下資料出自伊予市統計書。該統計書每隔五年出版一次。
| 上下車人數推算 | 上下車人數推算 | 上下車人數推算 |
| 年度           | 1日平均人數    | 出處           |
| -------------- | -------------- | -------------- |
| 2005           | 25             | [ 統計 1 ]     |
| 2006           | 25             | [ 統計 1 ]     |
| 2007           | 48             | [ 統計 2 ]     |
| 2008           | 52             | [ 統計 2 ]     |
| 2009           | 48             | [ 統計 2 ]     |
| 2010           | 44             | [ 統計 2 ]     |
| 2011           | 36             | [ 統計 2 ]     |
| 2012           | 30             | [ 統計 3 ]     |
| 2013           | 30             | [ 統計 3 ]     |
| 2014           | 30             | [ 統計 3 ]     |
| 2015           | 32             | [ 統計 3 ]     |
| 2016           | 30             | [ 統計 3 ]     |
| 2017           | 26             | [ 統計 4 ]     |
| 2018           | 30             | [ 統計 4 ]     |
| 2019           | 48             | [ 統計 4 ]     |
| 2020           | 38             | [ 統計 4 ]     |
| 2021           | 26             | [ 統計 4 ]     |

## 相鄰車站
四國旅客鐵道（JR四國）
■予讚線
向井原（U06）－伊予大平（U07）－伊予中山（U08）

### 統計資料
1. ↑  以上資料只計算乘車人數。
2. ↑  10. 運輸・通信 —　いよしの統計（平成24年度版）
3. ↑  10. 運輸・通信 —　いよしの統計（平成29年度版）
4. ↑  10. 運輸・通信 —　いよしの統計（令和4年度版）

## 外部連結
- JR四國伊予大平站